# Броск, Юрий
Юрий Броск, немецкий вариант — Георг Броске (в.-луж. Jurij Brósk, нем. Georg Broske, 25 августа 1833 года, Малешецы, Лужица, Германия — 16 июня 1915 год, Гёрлиц, Германия) — лютеранский священник, верхнелужицкий поэт и переводчик.

## Биография
Броск родился 25 августа 1833 года в семье настоятеля лютеранского прихода Гандрия Броска, в сербо-лужицкой деревне Малешевицы. Обучался в гимназиях Будишина и Житавы. С 1856 года по 1859 год учился на теологическом факультете Лейпцигского университета. В это же время был членом студенческого братства «Сорабия» и Серболужицкого проповеднического общества. После окончания Лейпцигского университета был некоторое время кандидатом в рукоположение в священство. В 1861 году был назначен настоятелем в лютеранском приходе в деревне Кршишовская. Состоял в этой должности сорок лет до 1902 года, когда был переведён в Житаву. В 1907 г. переведён в Гёрлиц (Zhorjelec).
С 1860 года по 1888 год был членом сербо-лужицкой культурно-просветительской организации «Матица сербская».

## Литературная деятельность
Занимался переводами на нижнелужицкий язык немецкой духовной и лирической поэзии. Публиковал свои произведения в церковном журнале «Pomhaj Bóh» и «Misionski Posoł». В 1872 году издал сборник своих переводов и собственных стихотворений под названием «Ćiche chwile při božej studničce».